# Пакт Иберийского нейтралитета
Пакт Иберийского нейтралитета также известен как Испано-португальский договор о дружбе и ненападении (порт. Tratado de Amizade e Não Agressão Luso-Espanhol; исп. Pacto Ibérico) — пакт, подписанный в Лиссабоне 17 марта 1939 года между Португалией и Испанией. Дополнительный протокол к пакту был подписан 29 июля 1940 года, после падения Франции. Оставался в силе до 1978 года, когда вступил в силу Договор о дружбе и сотрудничестве между Испанией и Португалией 1977 года.

## Предыстория
Во время гражданской войны в Испании Салазар поддерживал фашистские силы Франко, но выступал отдельно от Итало-Германской коалиции. Чаша весов в гражданской войне постепенно склонялась в пользу Франко. Салазар поддерживал режим Франко ещё и за то, что тот выступал активно против социализма и коммунизма. Кроме того, в отличие от многих испанских политиков, Франко не выступал против независимой Португалии. 28 апреля 1938 года Салазар объявил в Национальной Ассамблее о дипломатическом признании франкистской Испании, а также легитимности режима Франко. 20 сентября 1938 года было открыто посольство франкистской Испании в салазаровской Португалии, послом был назначен Педро Теотонио Перейра.

## История
После длительных переговоров, 17 марта 1939 года в Лиссабоне был подписан договор. 14 апреля 1939 года посол Италии в Лиссабоне предложил Португалии присоединиться к антикоминтерновскому пакту Германии, Италии и Испании, однако это предложение было отклонено.
В соответствии с документом Испания и Португалия признавали границы друг друга, устанавливали дружеские отношения и обязывались помогать друг другу, согласовывать внешнюю политику. Договор ознаменовал собой поворотный момент в отношениях между Португалией и Испанией.
Переговоры по данному пакту активно поддерживала также Великобритания, которая надеялась таким образом добиться подписания договора о ненападении с Германией и Италией. 29 июля 1940 года, после капитуляции Франции, в Лиссабоне был подписан Дополнительный протокол к Договору о дружбе и ненападении между Португалией и Испанией, который подтверждал нейтралитет полуострова.

## Последствия
Данный договор, учитывая симпатии Франко к Гитлеру, возможно обеспечил полноценный нейтралитет Испании и Португалии во Второй мировой войне.
После падения режимов Салазара и Франко две страны подписали в 1977 году новый договор о дружбе и сотрудничестве.